# Anton Franz von Magnis

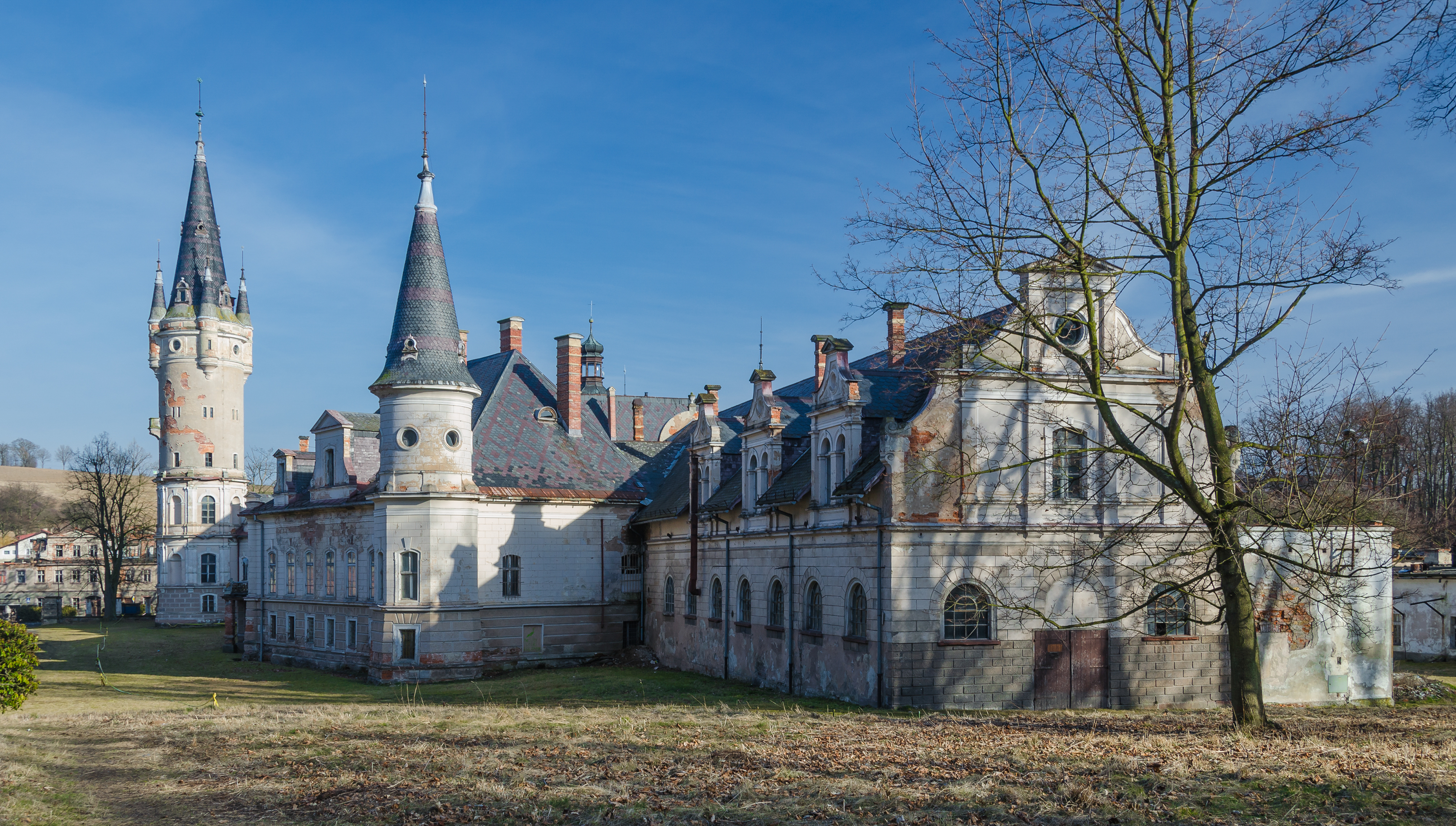
Pałac w Bożkowie – główna siedziba rodu Magnisów

Anton Franz Ferdinand Wilhelm Karl von Magnis (ur. 9 maja 1862 w Bożkowie, zm. 17 października 1944 w Strážnicy) – pruski arystokrata, przemysłowiec, poseł do niemieckiego Reichstagu.

## Życiorys
Urodził się w 1862 r. w Bożkowie jako syn Wilhelma Ernesta Adolfa von Magnisa (1828-1888) i jego żony Gabrieli Deym ze Strziteża (1839-1920). Uczęszczał do Królewskiego Gimnazjum w Dreźnie, a następnie studiował we Wrocławiu, Lipsku i Berlinie. W 1888 r. odziedziczył ze swoim bratem dobra rodowe w Bożkowie po śmierci ojca. Sześć lat później odziedziczył kolejne dobra rodowe m.in. w Strażnicy, Ołdrzychowicach Kłodzkich, Jaszkowej Górnej. W 1896 r. połączył swoje wszystkie dobra rodowe w hrabstwie kłodzkim w ordynację (fideikomis) z siedzibą w Bożkowie. Wiele miejsca poświęcił rozwojowi zagłębia węglowego w Nowej Rudzie. Był królewskim rotmistrzem w pruskiej armii. Angażował się w lokalną politykę, zostając posłem do śląskiego sejmiku prowincjonalnego oraz członkiem lokalnych sejmików powiatowych w Kłodzku, Nowej Rudzie i Bystrzycy Kłodzkiej z ramienia Partii Centrum. Dwukrotnie zasiadał w niemieckim Reichstagu w latach 1898–1903 i 1915–1918. W latach 1925–1931 był prezydentem Związku Śląskich Kawalerów Maltańskich. Miał dwie córki, w tym Gabriele von Magnis. Odznaczony Orderem Orła Czerwonego III klasy.